# Swiss Indoors 2023
Lo Swiss Indoors 2023 è stato un torneo di tennis giocato sul cemento indoor. È stata la 52ª edizione del torneo facente parte dell'ATP Tour 500 nell'ambito dell'ATP Tour 2023. Si è giocato al St. Jakobshalle di Basilea, in Svizzera, dal 23 al 29 ottobre 2023.

## Partecipanti al singolare

### Teste di serie
| Nazionalità | Giocatore             | Ranking | Testa di serie* |
| ----------- | --------------------- | ------- | --------------- |
| Danimarca   | Holger Rune           | 6       | 1               |
| Norvegia    | Casper Ruud           | 8       | 2               |
| Stati Uniti | Taylor Fritz          | 10      | 3               |
| Polonia     | Hubert Hurkacz        | 11      | 4               |
| Australia   | Alex de Minaur        | 13      | 5               |
| Canada      | Félix Auger-Aliassime | 17      | 6               |
| Cile        | Nicolás Jarry         | 21      | 7               |
| Stati Uniti | Sebastian Korda       | 23      | 8               |

* Ranking al 16 ottobre 2023.

### Altri partecipanti
I seguenti giocatori hanno ricevuto una wildcard per il tabellone principale:
- Félix Auger-Aliassime
- Dominic Stricker
- Leandro Riedi

Il seguente giocatore è entrato in tabellone come special exempt:
- Marcos Giron

I seguenti giocatori sono entrati nel tabellone principale passando dalle qualificazioni:

- Christopher O'Connell
- Benjamin Hassan
- Botic van de Zandschulp
- Aleksandr Ševčenko

Il seguente giocatore è entrato in tabellone come lucky loser:
- Thiago Seyboth Wild

### Ritiri
Prima del torneo
- Carlos Alcaraz → sostituito da  Stan Wawrinka
- Alejandro Davidovich Fokina → sostituito da  Yannick Hanfmann
- Milos Raonic → sostituito da  Miomir Kecmanović
- Laslo Đere → sostituito da  Thiago Seyboth Wild

## Partecipanti al doppio

### Teste di serie
| Nazione     | Giocatore         | Nazione       | Giovatore              | Ranking* | Testa di serie |
| ----------- | ----------------- | ------------- | ---------------------- | -------- | -------------- |
| Croazia     | Ivan Dodig        | Stati Uniti   | Austin Krajicek        | 3        | 1              |
| Argentina   | Máximo González   | Argentina     | Andrés Molteni         | 23       | 2              |
| Messico     | Santiago González | Francia       | Édouard Roger-Vasselin | 27       | 3              |
| Regno Unito | Jamie Murray      | Nuova Zelanda | Michael Venus          | 37       | 4              |

* Ranking al 16 ottobre 2023.

### Altri partecipanti
Le seguenti coppie di giocatori hanno ricevuto una wildcard per il tabellone principale:
- Mika Brunold /  Marc-Andrea Hüsler
- Leandro Riedi /  Dominic Stricker

La seguente coppia di giocatori è passata dalle qualificazioni:
- Constantin Frantzen /  Hendrik Jebens

La seguente coppia di giocatori è entrata in tabellone come lucky loser:
- Nikola Ćaćić /  Victor Vlad Cornea

### Ritiri
Prima del torneo
- Marcel Granollers /  Horacio Zeballos → sostituiti da  Nikola Ćaćić /  Victor Vlad Cornea

## Campioni

### Singolare
Félix Auger-Aliassime ha sconfitto in finale  Hubert Hurkacz con il punteggio di 7-6(3), 7-6(5).
• È il quinto titolo in carriera per Auger-Aliassime, il primo in stagione.

### Doppio
Santiago González /  Édouard Roger-Vasselin hanno sconfitto in finale  Hugo Nys /  Jan Zieliński con il punteggio di 6(8)-7, 7-6(3), [10-1].